# Zmaj Jovina
Ne doit pas être confondu avec Zmaj Jovina (Zemun).
La rue Zmaj Jovina (en serbe cyrillique : Змај Јовина), est une rue de Belgrade, la capitale de la Serbie, située dans la municipalité urbaine de Stari grad.
Elle est ainsi nommée en l'honneur du poète Jovan Jovanović Zmaj (1833-1904).

## Parcours
La rue Zmaj Jovina naît au niveau d'Obilićev venac. Elle s'oriente vers le nord-ouest et traverse les rues Kneza Mihaila et Čika Ljubina avant d'atteindre les rues Vase Čarapića et Kneginje Ljubice, qui en constitue le prolongement.

## Architecture et culture
La Banque commerciale de Belgrade, située au 26 rue Knez Mihailova et au 12 rue Zmaj Jovina, construite en 1912 par Danilo Vladisavljević dans un style Art nouveau, figure sur la liste des monuments culturels protégés de la république de Serbie et sur la liste des biens culturels protégés de la Ville de Belgrade.
Au n° 1 de la rue se trouve le bâtiment administratif du musée de la ville de Belgrade. L'Institut français de Serbie est situé au n° 11.
La Galerija Progres est située au no 10.

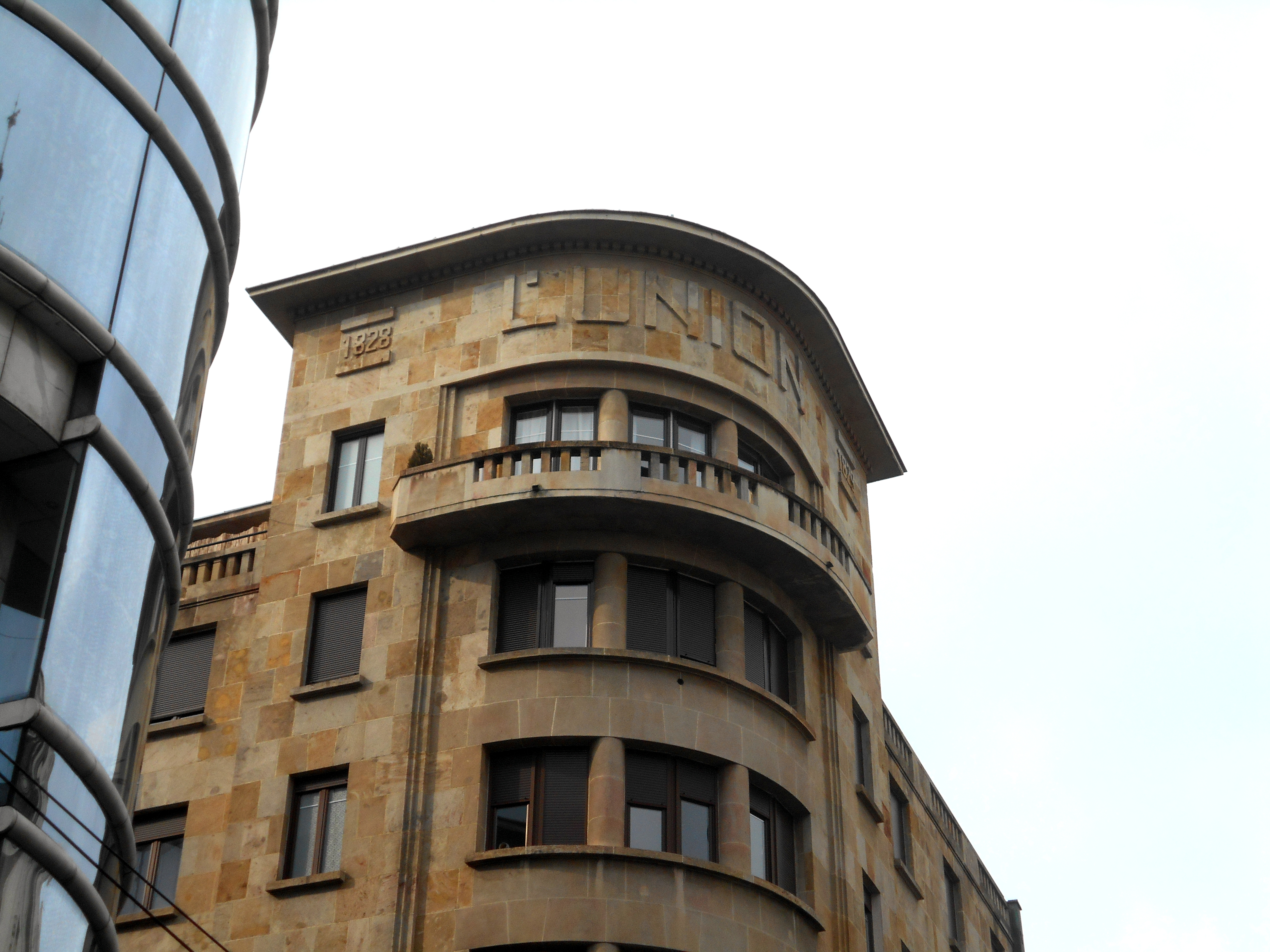
L'Institut français de Serbie, au no 11.
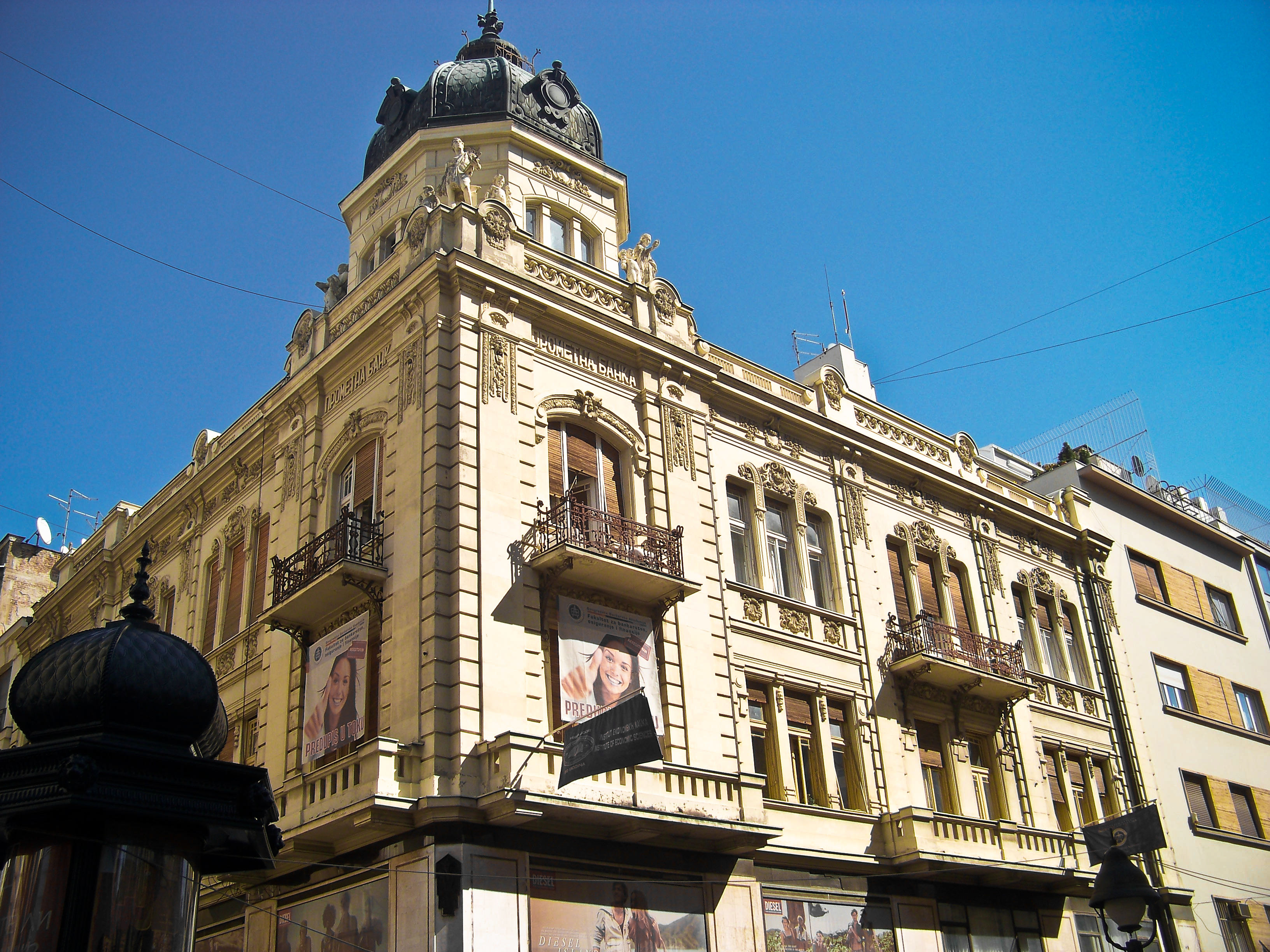
La Banque commerciale de Serbie, au no 12.

## Éducation
L'English School of Business est située au n° 4/III ; c'est une école commerciale privée créée en 2000. L'Académie bancaire de Belgrade est située au n° 12 de la rue, dans le bâtiment de l'ancienne Banque commerciale de Belgrade.

## Économie
La société Progres Beograd, qui travaille dans le domaine du commerce, a son siège aux n° 8-12 de la rue Zmaj Jovina.